# Lokomotiva 743
Lokomotiva řady 743 (původním označením T 466.3) je dieselelektrická lokomotiva vycházející z řady 742 s využitím mnoha nových konstrukčních prvků a úprav, zejména dosazenou elektrodynamickou brzdou. Výroba jednorázové desetikusové série proběhla roku 1987 a stroje byly určeny pro dopravu nákladních i osobních vlaků na Tanvaldské ozubnicové dráze a dalších sklonově náročných tratích v okolí Liberce. V osobní dopravě nahradily motorové vozy řady 820 a další starší vozidla. Díky poklesu výkonů po roce 2000 lokomotivy zasáhly do provozu i jinde – nasazovány byly v Děčíně, Mostě a nejnověji od roku 2013 v Českých Budějovicích. Na Liberecku zůstávají čtyři stroje pro dopravu manipulačních vlaků v okolí.

## Vznik

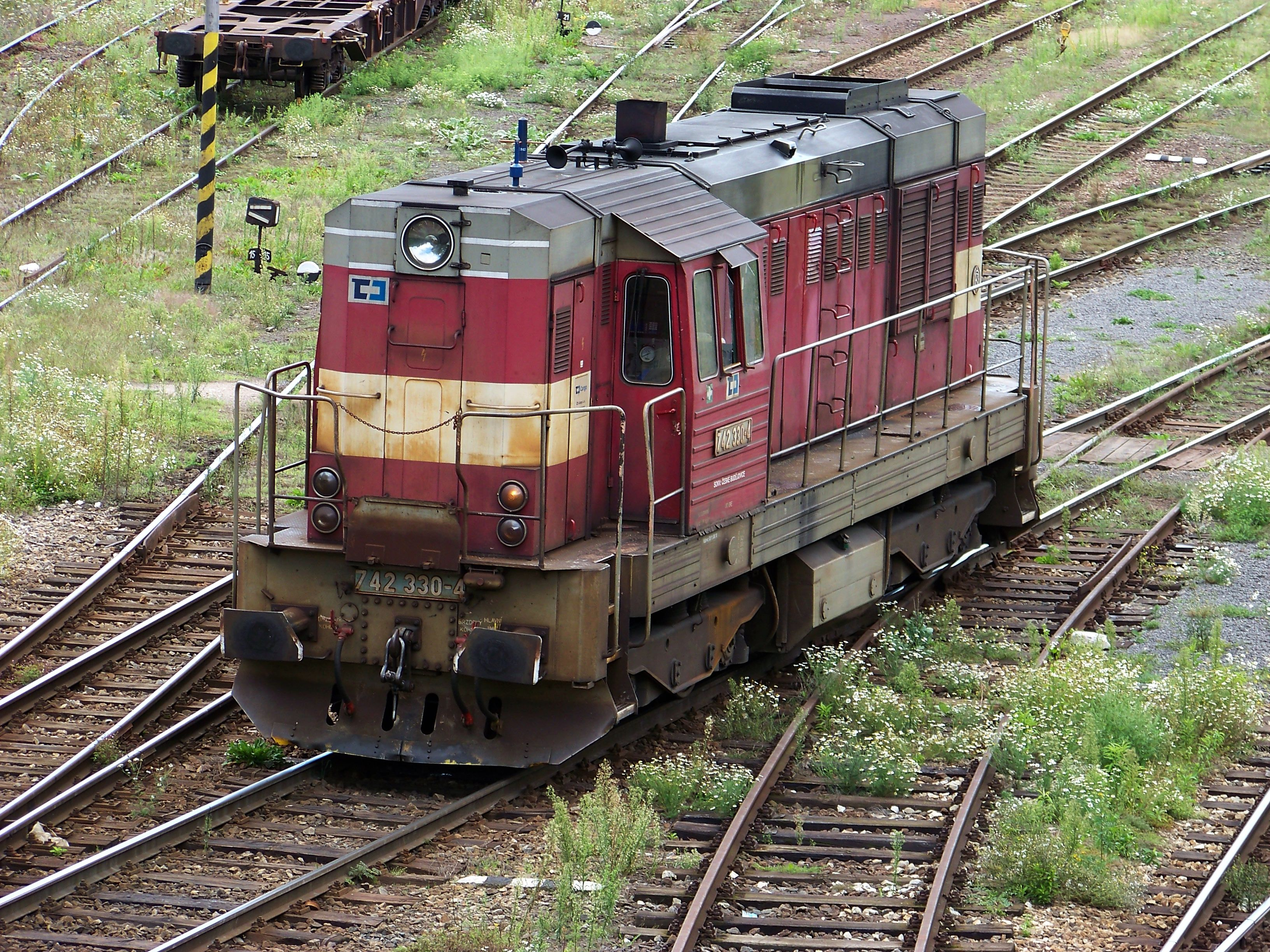
Výchozí typ – lokomotiva řady 742

V osmdesátých letech byly v pražské lokomotivce ČKD hromadně vyráběny lokomotivy řady T 466.2 (později 742) pro tehdejší Československé státní dráhy (ČSD). I přes počáteční problémy a některé ne zcela ideální parametry (např. dosti omezený výhled) se staly spolehlivými a v provozu poměrně oblíbenými vozidly. Na Tanvaldské ozubnicové dráze tou dobou stále sloužily již 20 let staré lokomotivy řady T 426.0 (715), původem z Rakouska. Šlo o „pravé“ ozubnicové lokomotivy, které se však stávaly čím dál méně spolehlivými, nehospodárnými a zastaralými.
Po roce 1984 proto vznikla myšlenka úpravy stávající řady 742 na speciální verzi, schopnou (mimo jiné i díky dosazení elektrodynamické brzdy) provozu na této sklonově velmi náročné dráze. První lokomotivou řady 742 s elektrodynamickou brzdou se stala 742.369 z depa Benešov, na které byla zástavba nových komponentů ověřována. Mezi lety 1984 a 1985 prošla tato lokomotiva testováním na tanvaldské dráze a jako adhezní lokomotiva obstála s velmi dobrými výsledky, které řadu 715 předčily. Na základě poznatků ze zkoušek této lokomotivy bylo poté s mírnými úpravami vyrobeno v jednorázové sérii 10 lokomotiv řady 743. Stroje byly dodávány ještě v době platnosti řadového označení T 466.3, ale jako první vozidla dodaná z výroby nesly na tabulkách již nové označení 743.001 až 743.010. Staré označení bylo provedeno pouze barvou.

## Popis
Stejně jako řada 742, ze které jsou lokomotivy odvozeny, jde o dieselelektrickou lokomotivu kapotového provedení. V předním, větším představku je nastojato umístěn čtyřdobý vodou chlazený vznětový šestiválec ČKD K 6 S 230 DR. Motor je spojen s trakčním generátorem TD 805, jenž převádí energii na elektrickou. Ta je pak využita k pohonu čtyř trakčních motorů typu TE 015, umístěných v podvozcích (pro každé dvojkolí jeden).
Proti původní řadě jsou však provedeny některé změny, z nichž jmenujme alespoň ty hlavní:
- nová elektrodynamická brzda (EDB) o výkonu 1000 kW
- tím vyžádaný elektrický pohon ventilátorů trakčních motorů
- umístění odporníku EDB si vyžádalo nové uspořádání zadního představku
- výkon spalovacího motoru je seřízen na 800 kW a motor má elektronický regulátor
- kapoty, i když vyhlížejí stejně, jsou nově konstruovány s dvojitými stěnami.

## Provoz

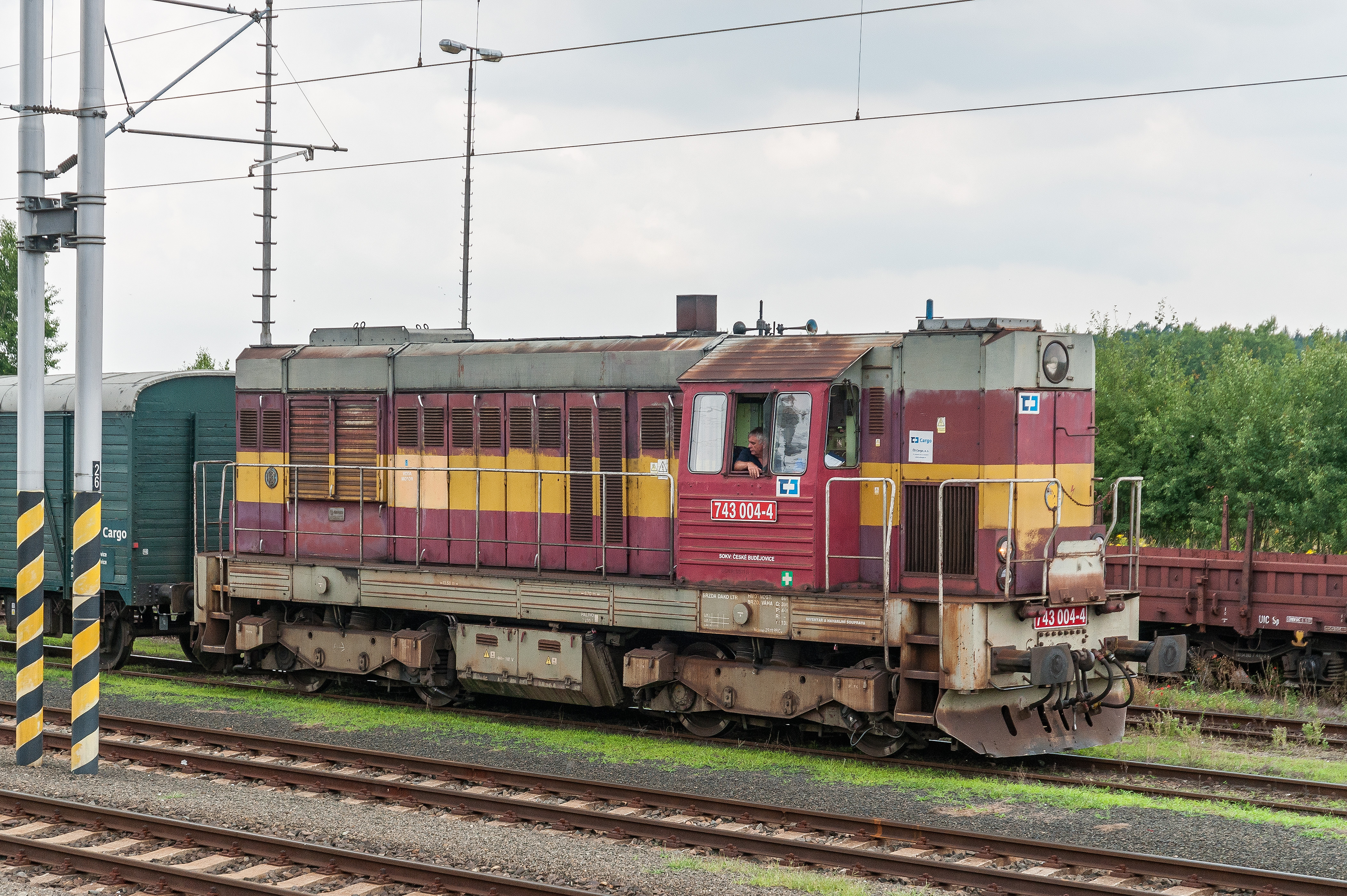
Lokomotiva 743.004 v původním nátěru ve stanici Horažďovice předměstí

Celá řada byla po vyrobení a zkouškách dodána do lokomotivního depa Liberec, část lokomotiv byla přidělena do strojové stanice Tanvald s určením právě pro ozubnicovou dráhu. Od nového jízdního řádu v květnu 1988 plně nahradily stroje T 426.0, které tak byly odstaveny do zálohy nebo zrušeny. Nové lokomotivy převzaly veškerou osobní i nákladní dopravu na „Zubačce“ a zajížděly i na přilehlé tratě do Železného Brodu či přes Smržovku do Liberce. Liberecké stroje obsadily dopravu místních nákladních vlaků na ramenech do Turnova, Jablonného v Podještědí a Varnsdorfu. V počátcích také zajišťovaly dopravu osobních vlaků přes Českou Lípu až do Lovosic. Již v srpnu 1990 provoz poznamenala tragická nehoda u Spálova, při které byla těžce poškozena poslední vyrobená lokomotiva 743.010. Po náročné opravě, provedené přímo v depu v Kořenově, se však počátkem roku 1992 vrátila do provozu.
Během provozu v Tanvaldu lokomotivy prošly drobnými úpravami s cílem zjednodušit a zkvalitnit jejich obsluhu. Roku 1994 získala lokomotiva 743.010 zařízení PAKS, které znemožňuje překročit předem navolenou rychlost. Později bylo dosazeno i na stroje čísel 001 a 003. Po dodávkách nových motorových vozů řady 843 do libereckého depa v polovině 90. let byly stroje řady 743 v osobní dopravě nasazovány čím dál méně a jejich hlavní doménou se stala nákladní doprava. Od roku 1998 se jejich akční rádius rozšířil i na Frýdlantský výběžek.
Díky poklesu výkonů na Liberecku odešly tři lokomotivy v prosinci 2003 do České Lípy, aby nahradily místní stroje řady 742. Zde sloužily zejména na trati do Bělé pod Bezdězem a Jablonného v Podještědí. Po této nedlouhé epizodě putovaly v lednu 2005 do Děčína. Dlouhodobě klesající objem přeprav podnítil možnost nasazení lokomotiv i jinde – koncem roku 2006 přešla první lokomotiva 743.007 do Mostu. Od následujícího roku zde byly čtyři stroje nasazeny na posunu na místním seřaďovacím nádraží (kde byla využitelná elektrodynamická brzda) a v dopravě lehkých nákladních vlaků po okolí. Koncem roku 2007 vznikla dceřiná společnost ČD Cargo a všechny lokomotivy této řady připadly právě jí, se zařazením do SOKV Ústí nad Labem, pracoviště Liberec a Most. V létě 2013 byly tyto čtyři mostecké spolu se dvěma libereckými předány do depa České Budějovice. Jejich hlavním posláním na jihu Čech je náhrada nehospodárných a příliš výkonných strojů řad 749 a 751 na manipulačních vlacích do Českého Krumlova, Volar, Prachatic či v okolí Písku. Provozovány jsou i ve dvojicích s využitím dvojčlenného řízení. Zbylá čtveřice stále zůstává v Liberci, kde dopravuje místní nákladní vlaky, nebo posunuje na tamním seřadišti. Přestože tak jde o lokomotivy původně vyrobené pro tanvaldskou ozubnicovou trať, jejich využití zde je již minimální a většina strojů pracuje zcela jinde.